# Río Louros
El río Louros (en griego: Λούρος) es un curso fluvial de la región del Epiro, en el noroeste de Grecia. 
Nace en un gran manantial situado al norte de la población de Vouliasta (Ioánina). Discurre hacia el sur por un cañón donde se creó en la década de 1950 la presa artificial de una central hidroeléctrica. Atraviesa la ciudad de Filippiada y marca el límite entre las unidades periféricas de Arta y Préveza hasta que se introduce en esta última y atraviesa el municipio de Louros (que recibe su nombre del río). Finalmente, desemboca en el Golfo de Arta y forma un delta con terrenos pantanosos, de gran valor ambiental.
El río Louros posee una especie endémica de salmones (Salmo lourosensis), en peligro de extinción.